# Großer Preis von Bayern
Der Große Preis von Bayern ist ein Pferderennen der Gruppe-Ι auf der Rennbahn München-Riem. Es ist für dreijährige und ältere Pferde ausgeschrieben und mit 155.000 Euro dotiert. Das Rennen findet jährlich im November statt und die zu bewältigende Distanz beträgt 2.400 Meter.

## Geschichte
Das Rennen wurde das erste Mal 1957 in Gelsenkirchen als „Aral-Pokal“ ausgetragen.
Als 1972 das neue Rennsystem eingeführt wurde, wurde dieses Rennen zunächst als Gruppe-ΙΙ-Rennen eingestuft, ab 1973 dann als Gruppe-Ι-Rennen.
Seit 1998 hieß das Rennen Großer Erdgas-Preis. 2001 wurde es in den Weidenpescher Park verlegt und der Preis in Credit Suisse Private Banking-Pokal umbenannt. 2004 fand eine weitere Umbenennung in Rheinland-Pokal statt. 2012 wurde das Rennen nach München verlegt wurde und nennt sich seitdem „Großer Preis von Bayern“.

## Großer Preis von Bayern 2023
Der Große Preis von Bayern 2023 fand am 5. November 2023 auf der Galopprennbahn München-Riem statt. Überlegener Sieger war der in Frankreich von Andre Fabre trainierte Wallach Junko (von Intello aus der Lady Zuzu), der wenig später auch die renommierte Hong Kong Vase gewann.

### Bilder des SiegersJunko

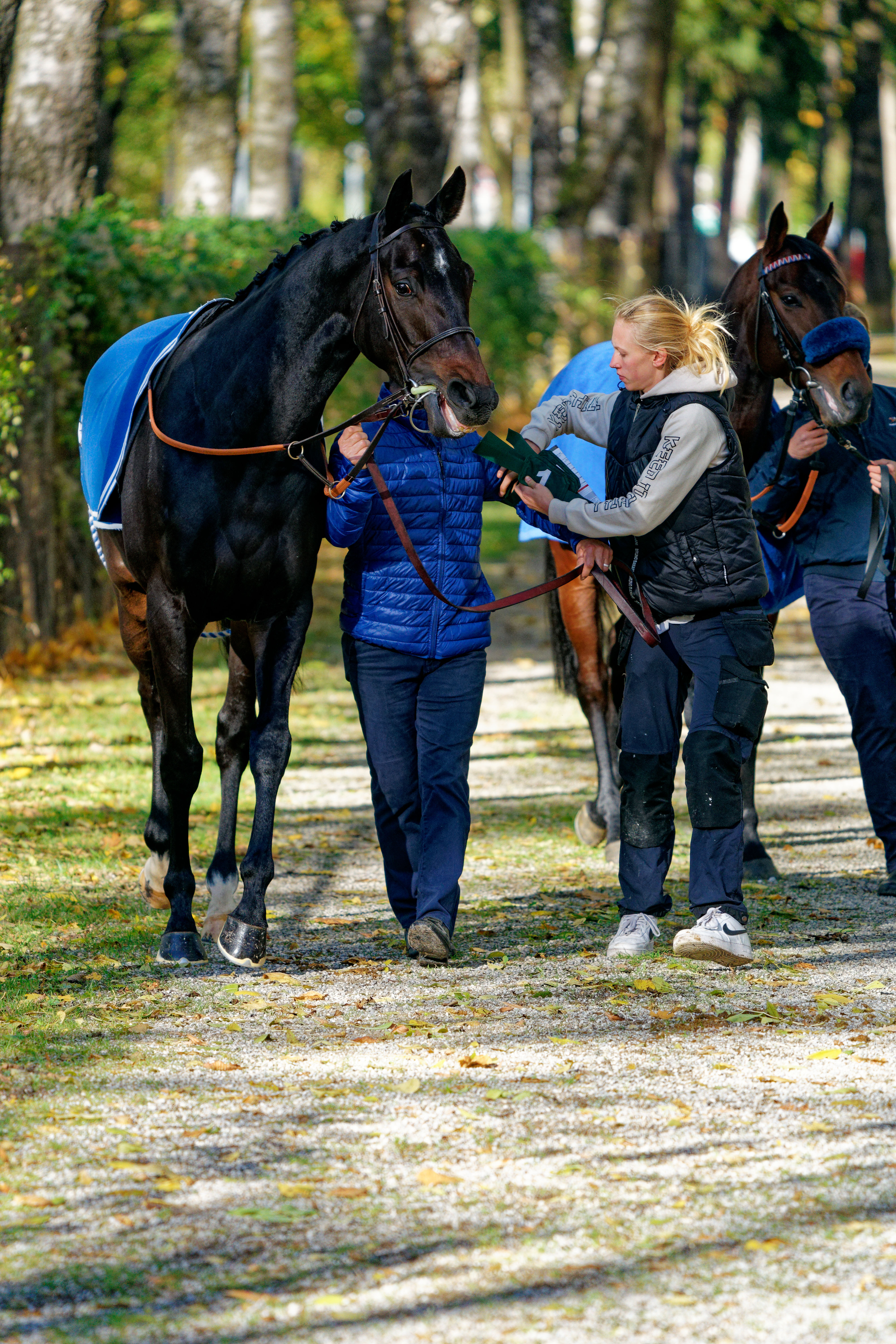
Junko auf dem Weg von den Gastboxen zu den Sattelboxen
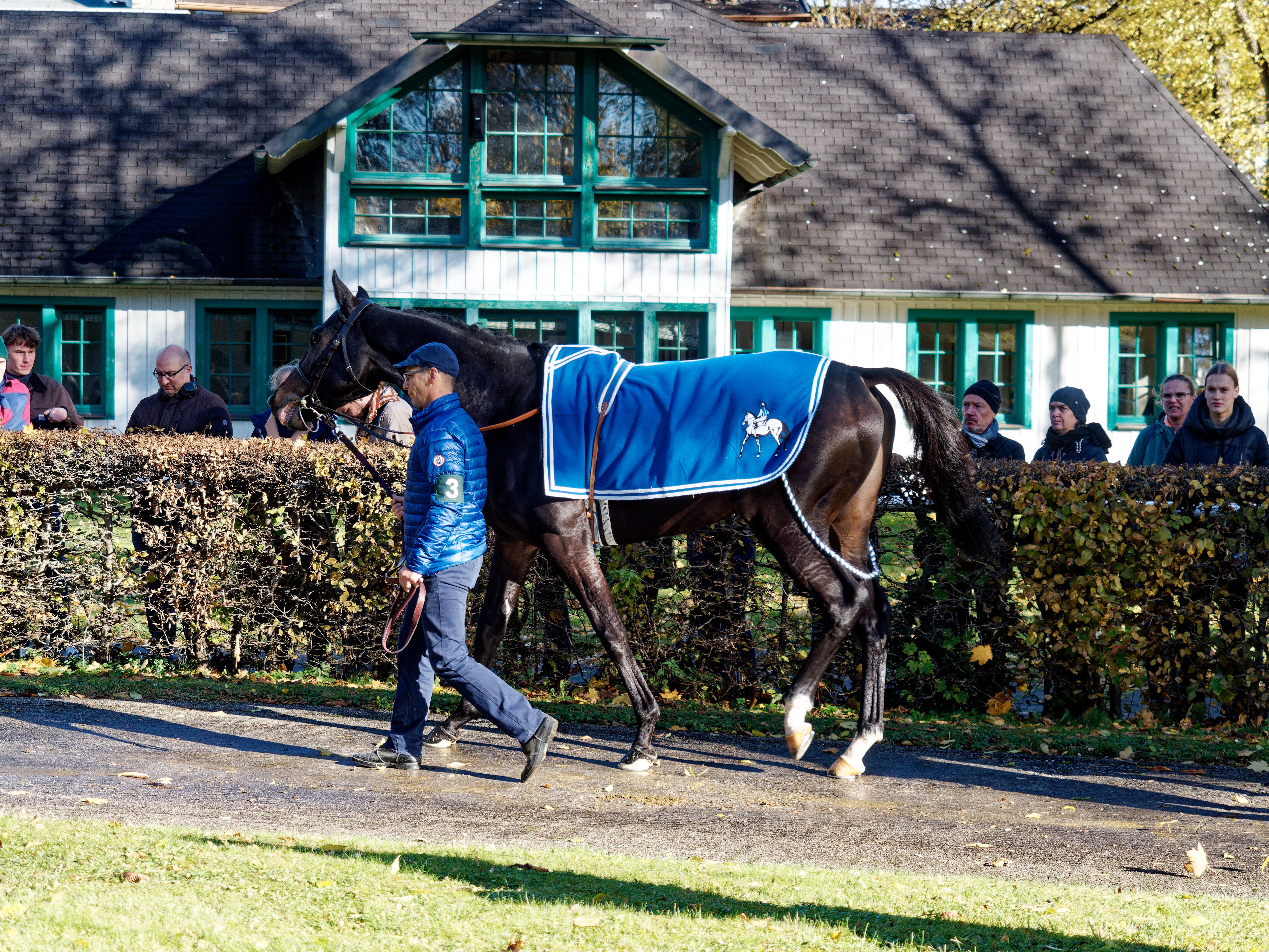
Junko vor den Sattelboxen
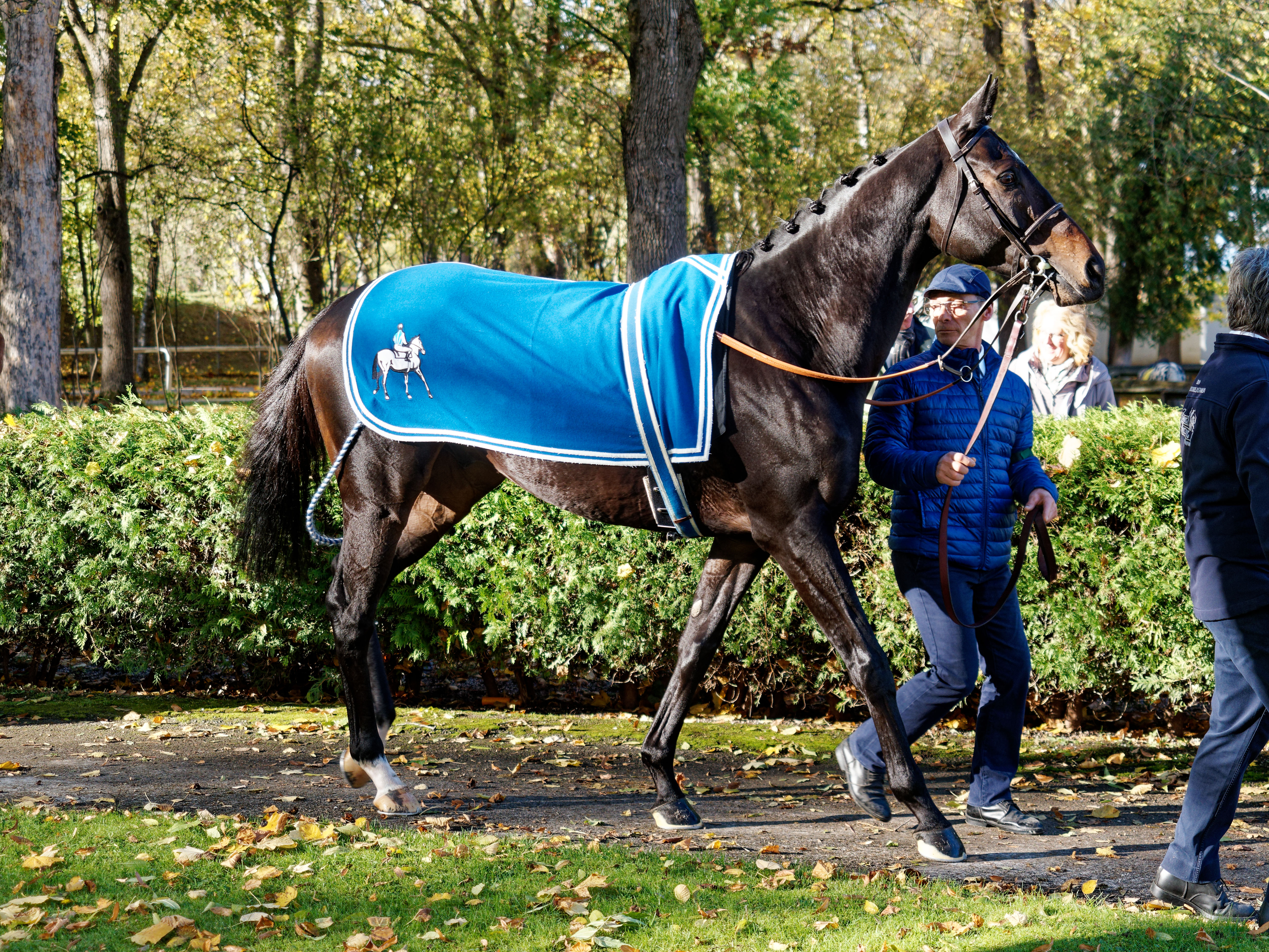
Junko im Führring
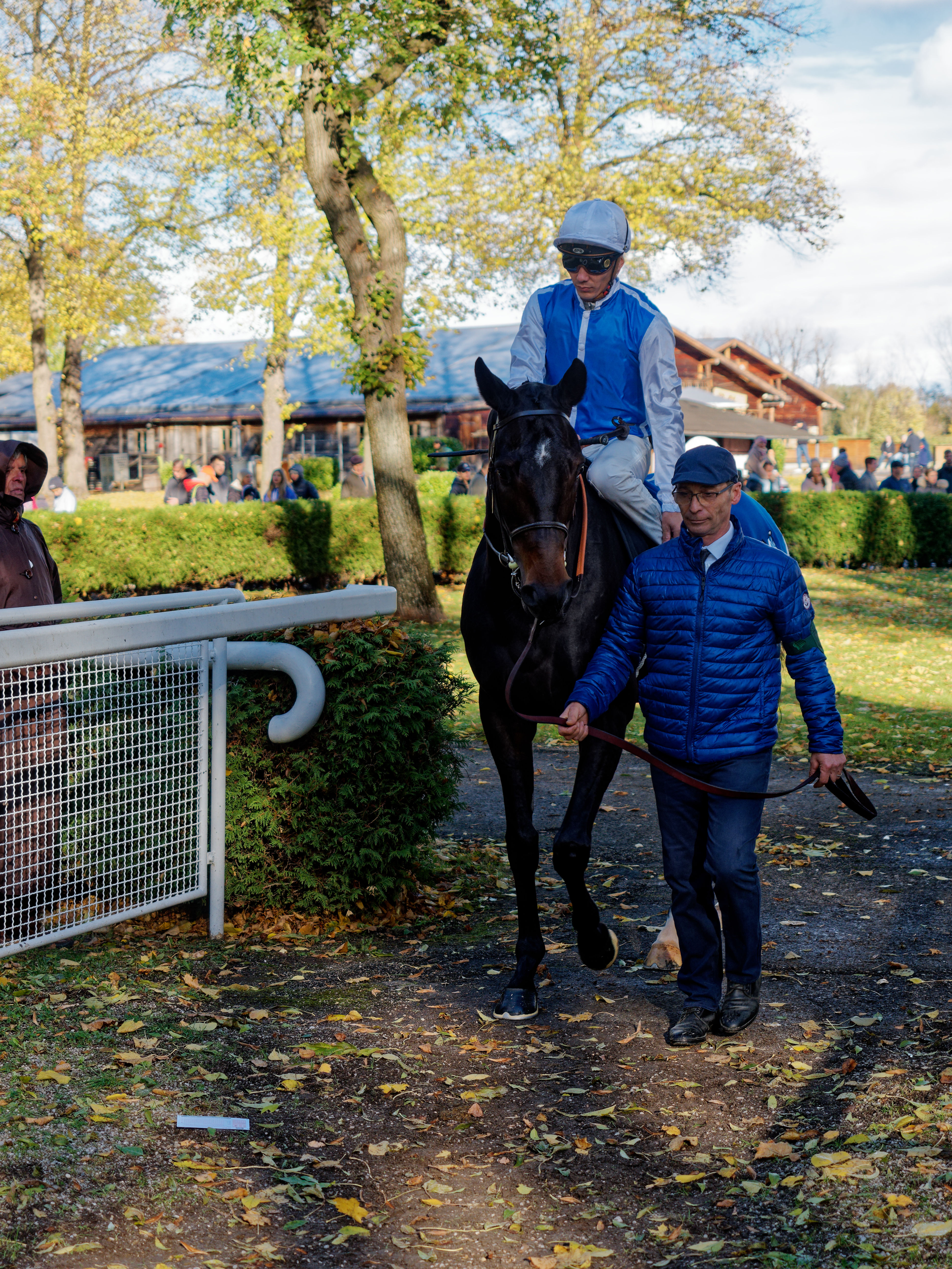
Junko mit Jockey Bauyrzhan Murzabayev auf dem Weg vom Führring zum Geläuf
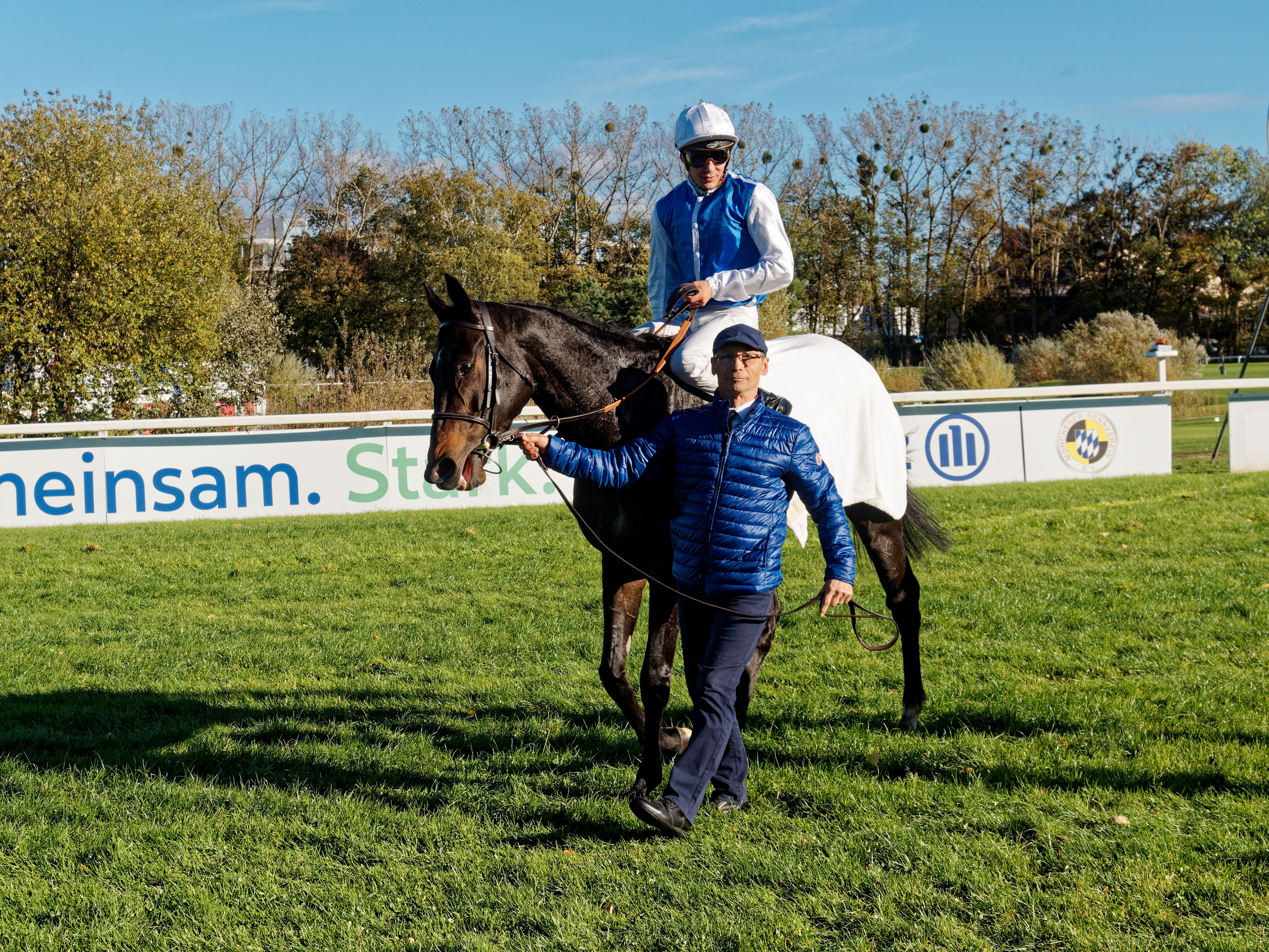
Junko mit Jockey Bauyrzhan Murzabayev nach dem Rennen auf dem Geläuf
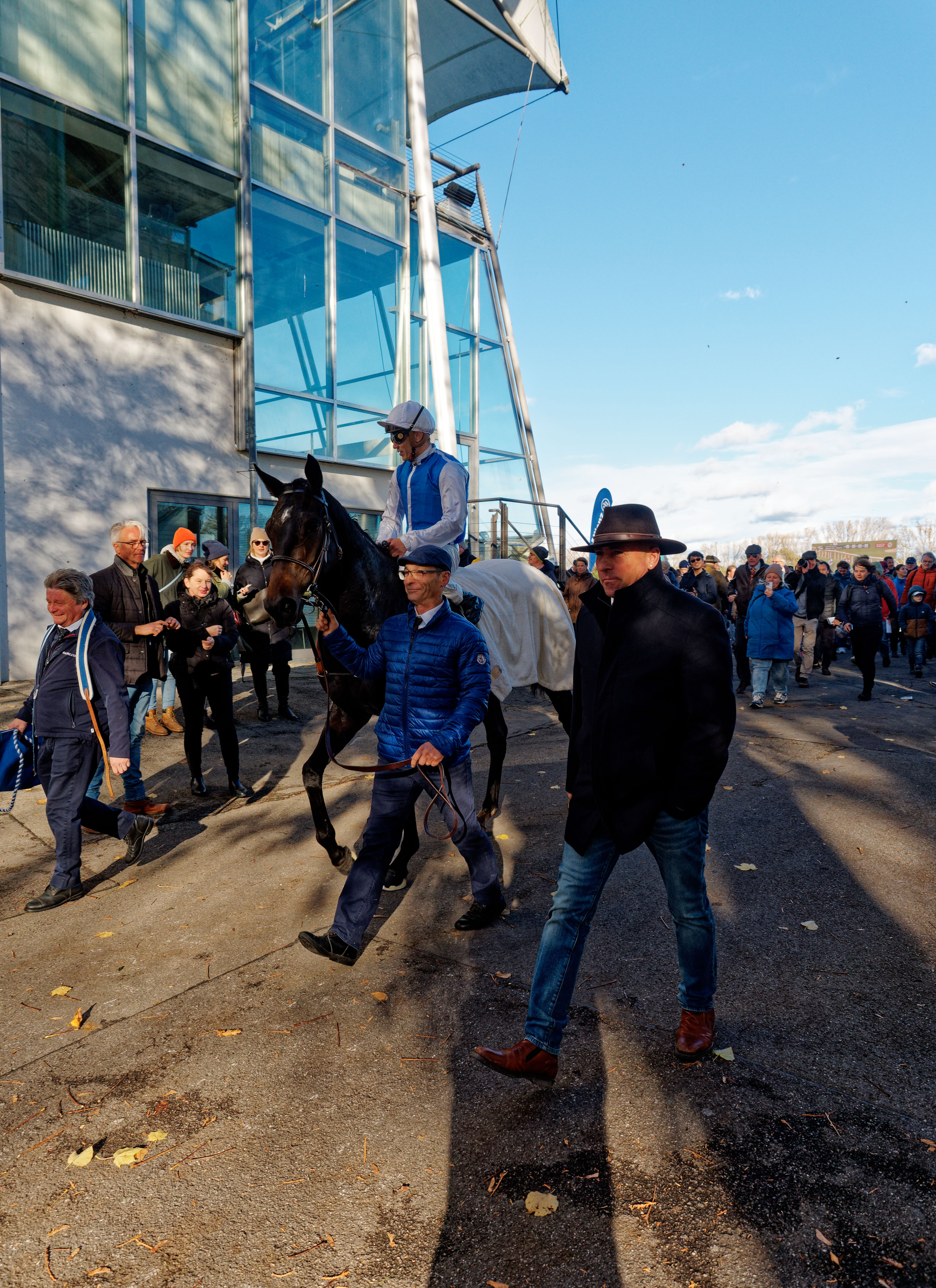
Junko mit Jockey Bauyrzhan Murzabayev auf dem Weg vom Geläuf zum Absattelring
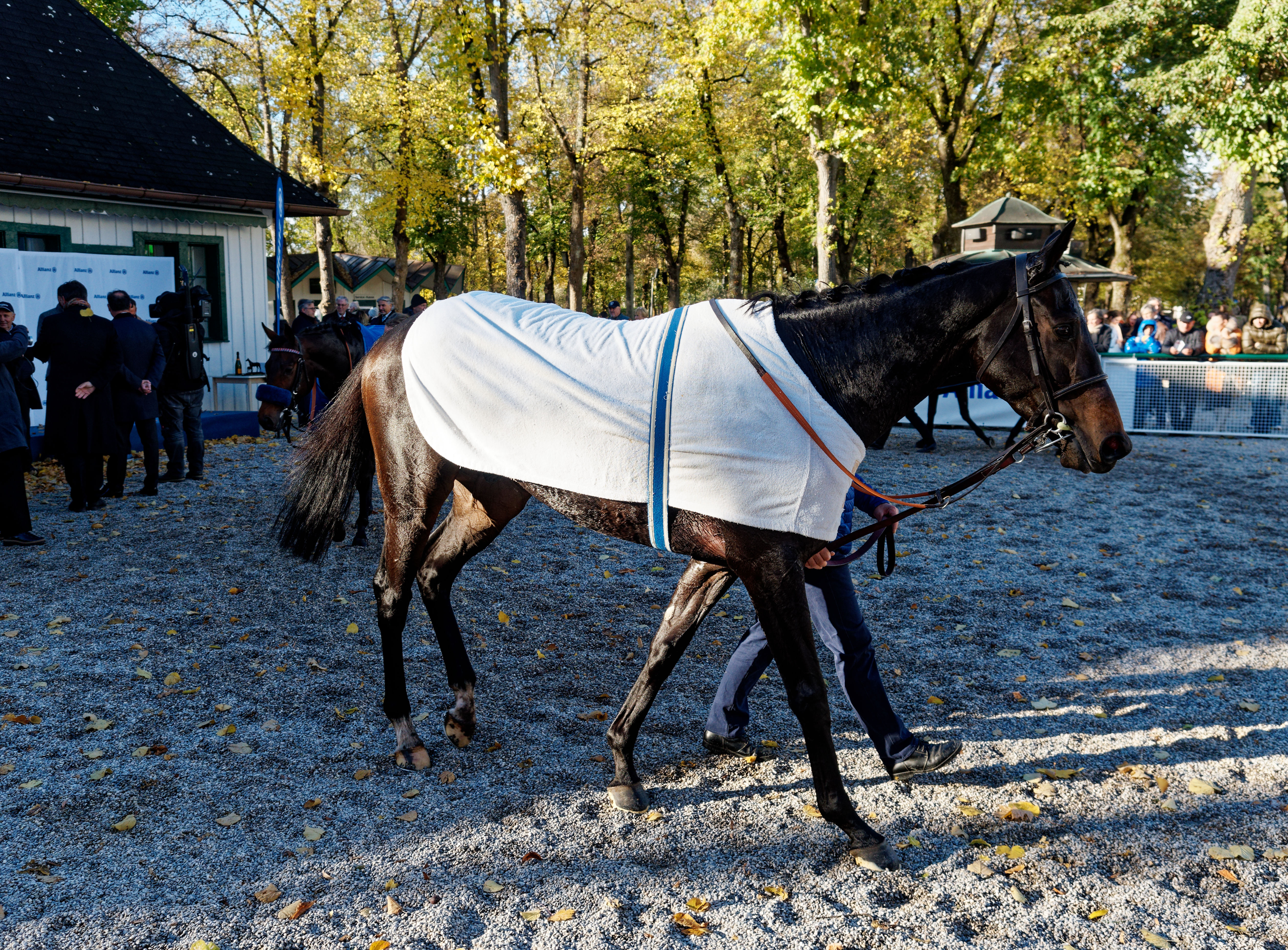
Junko im Absattelring

### Bilder der platzierten Pferde

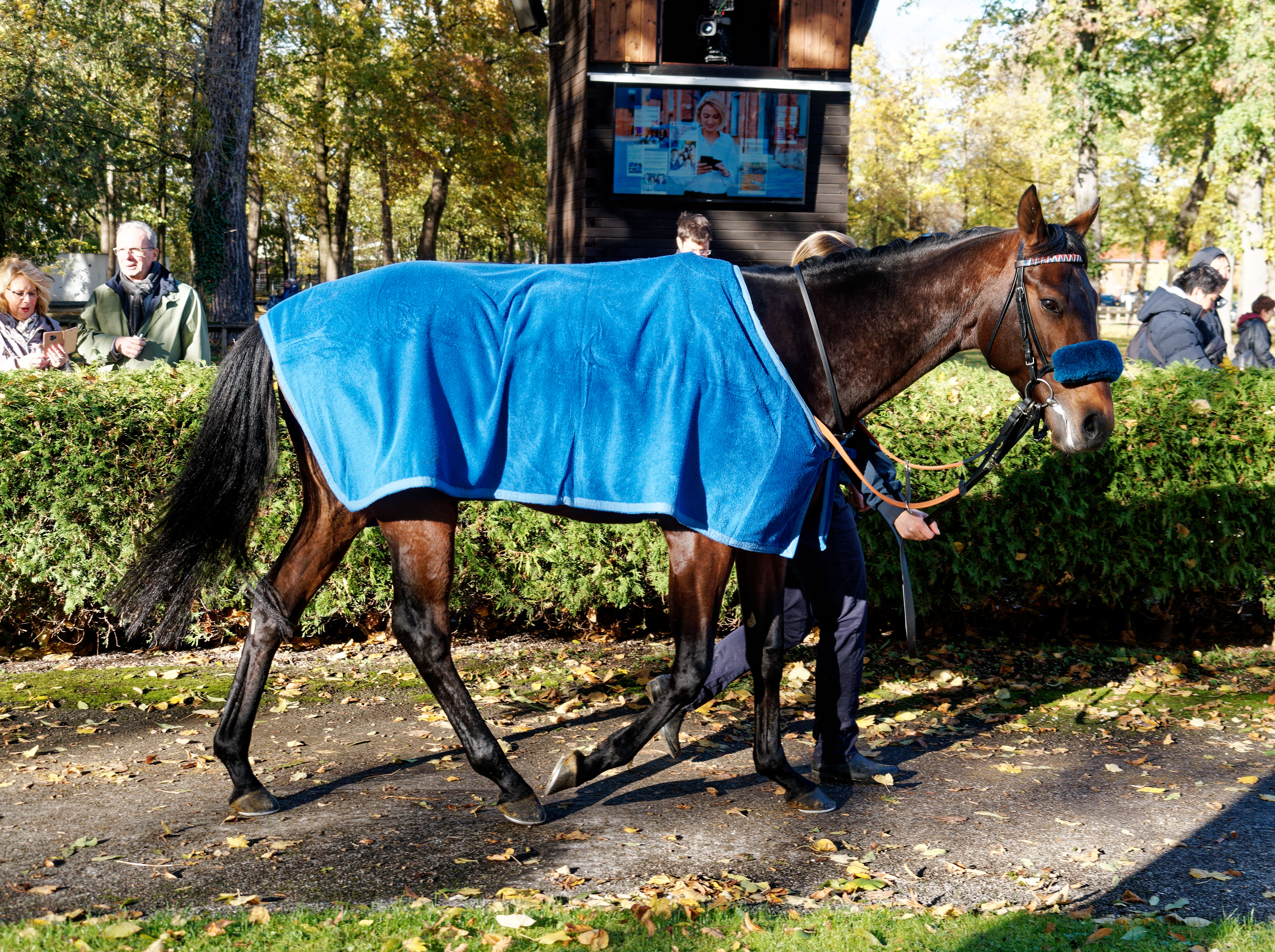
Der zweitplatzierte Hengst Assistent im Führring
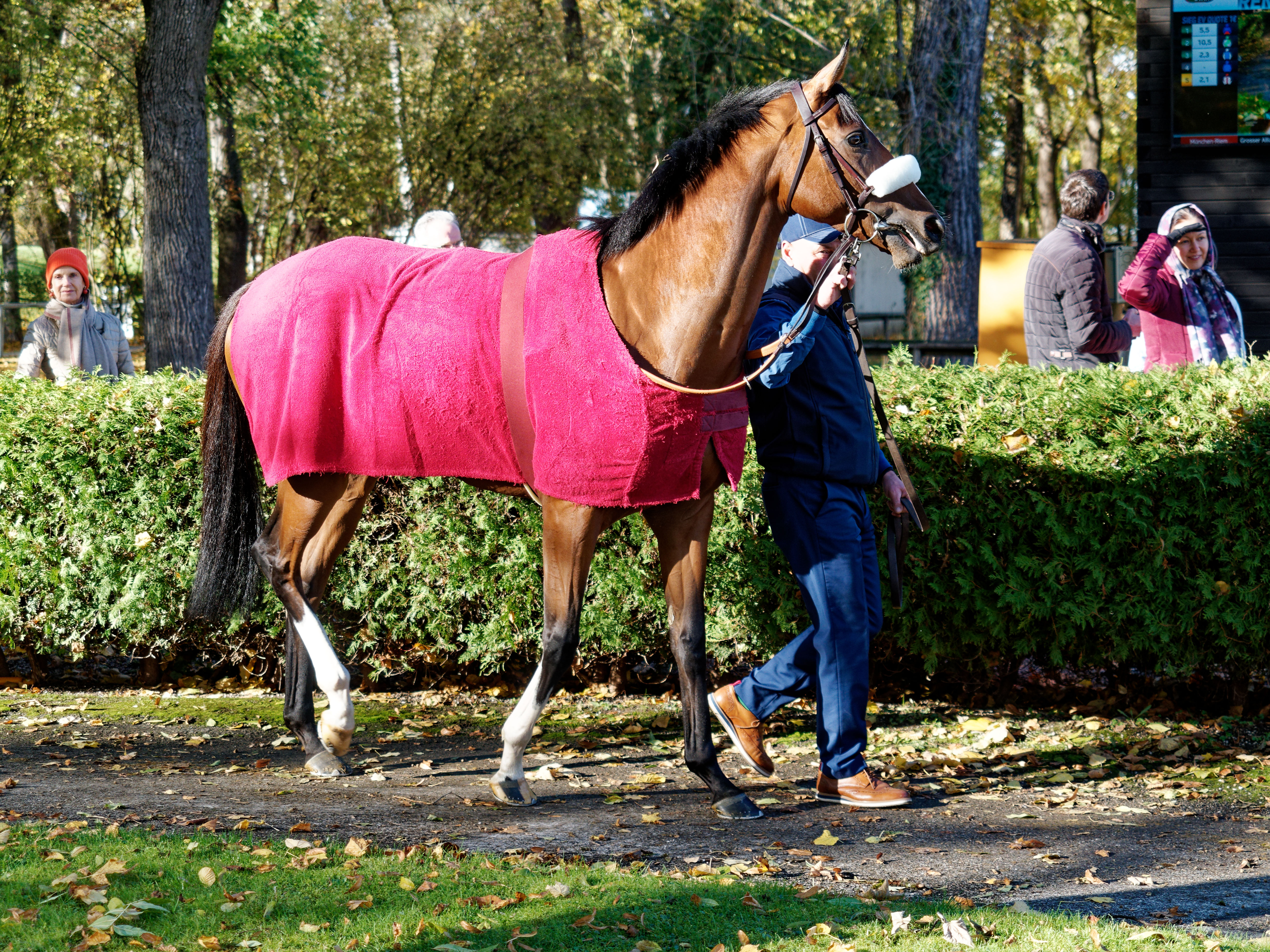
Die drittplatzierte Stute India im Führring
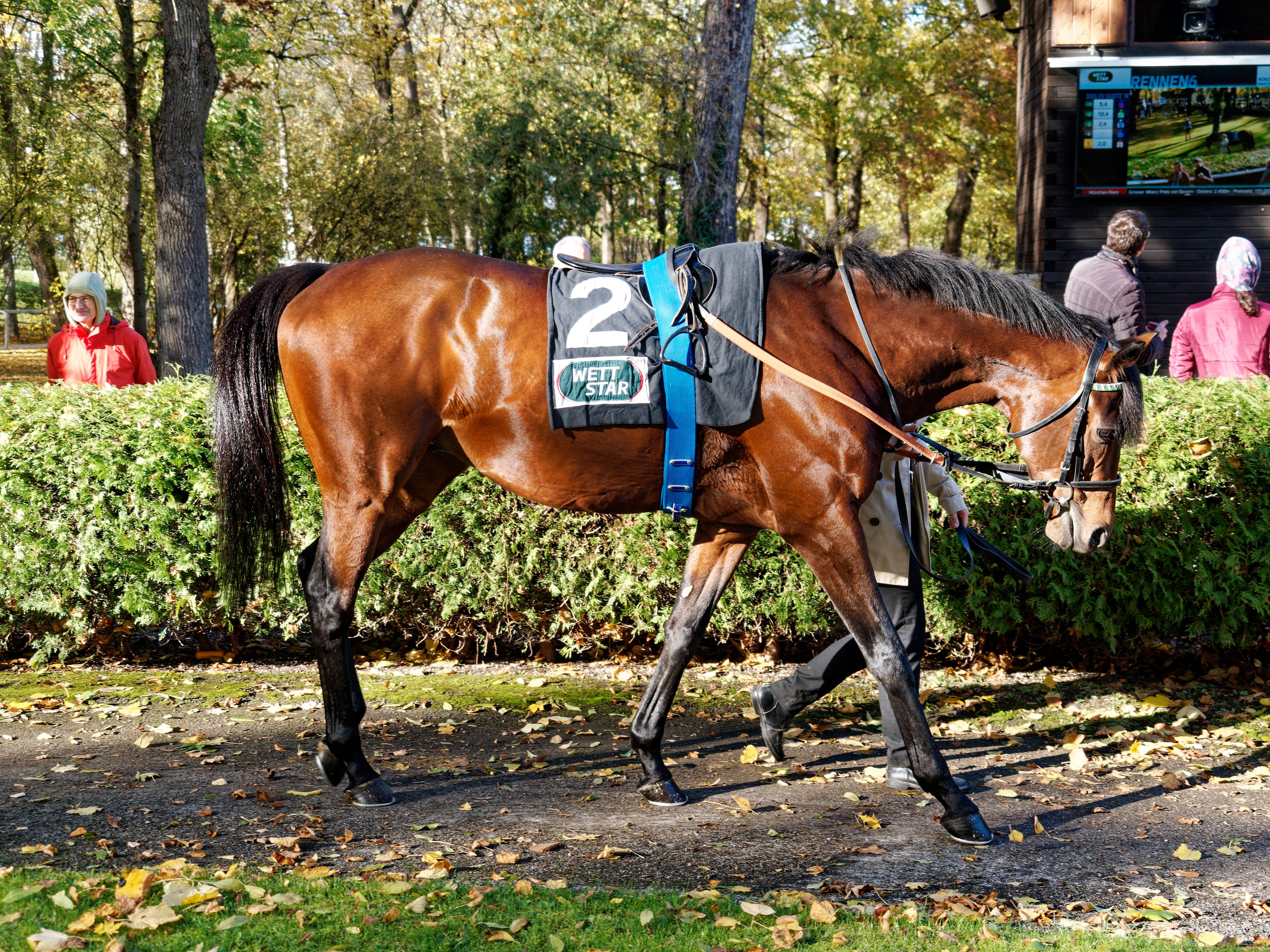
Der viertplatzierte Hengst Best of Lips im Führring

### Bilder vom Rennen

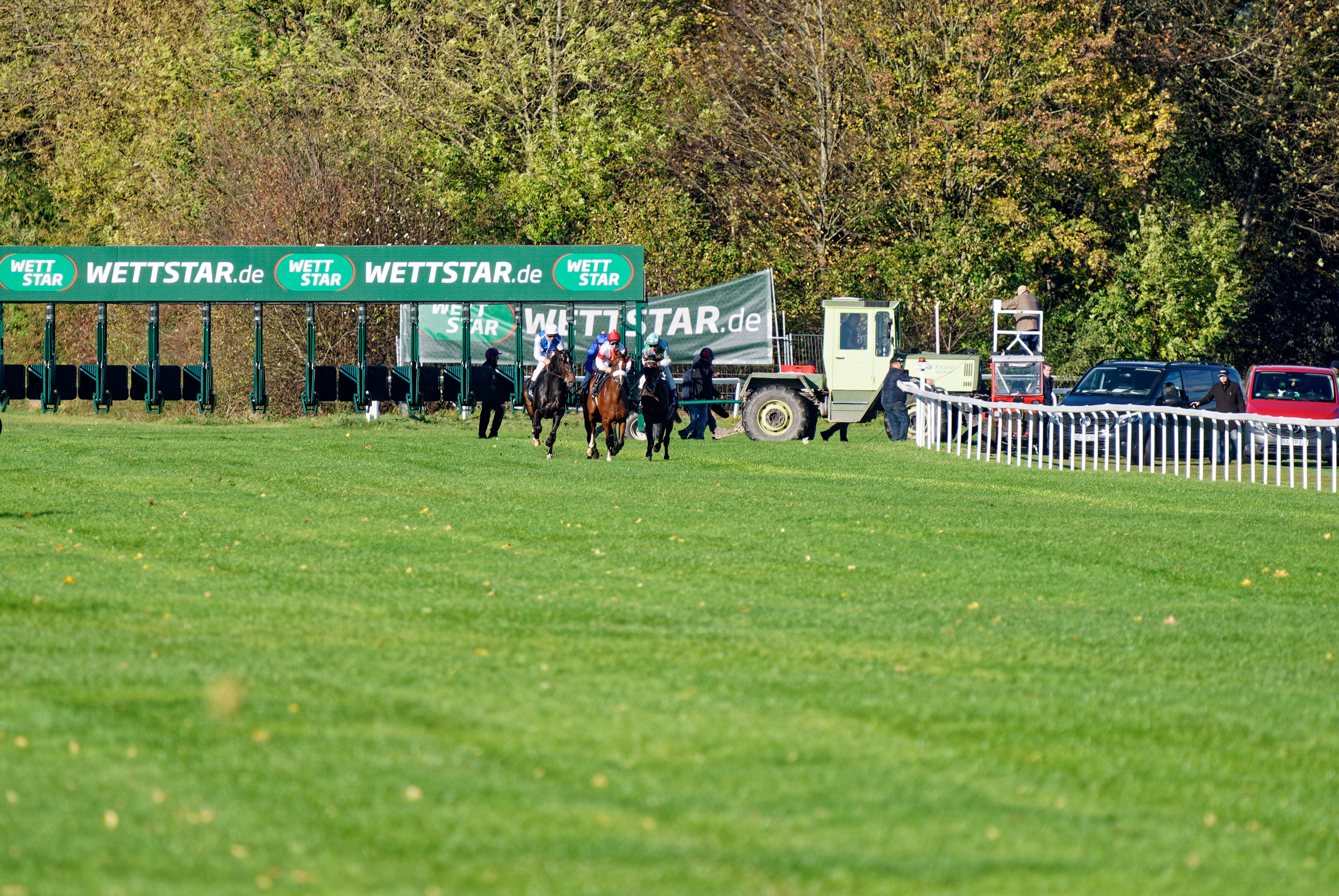
Start
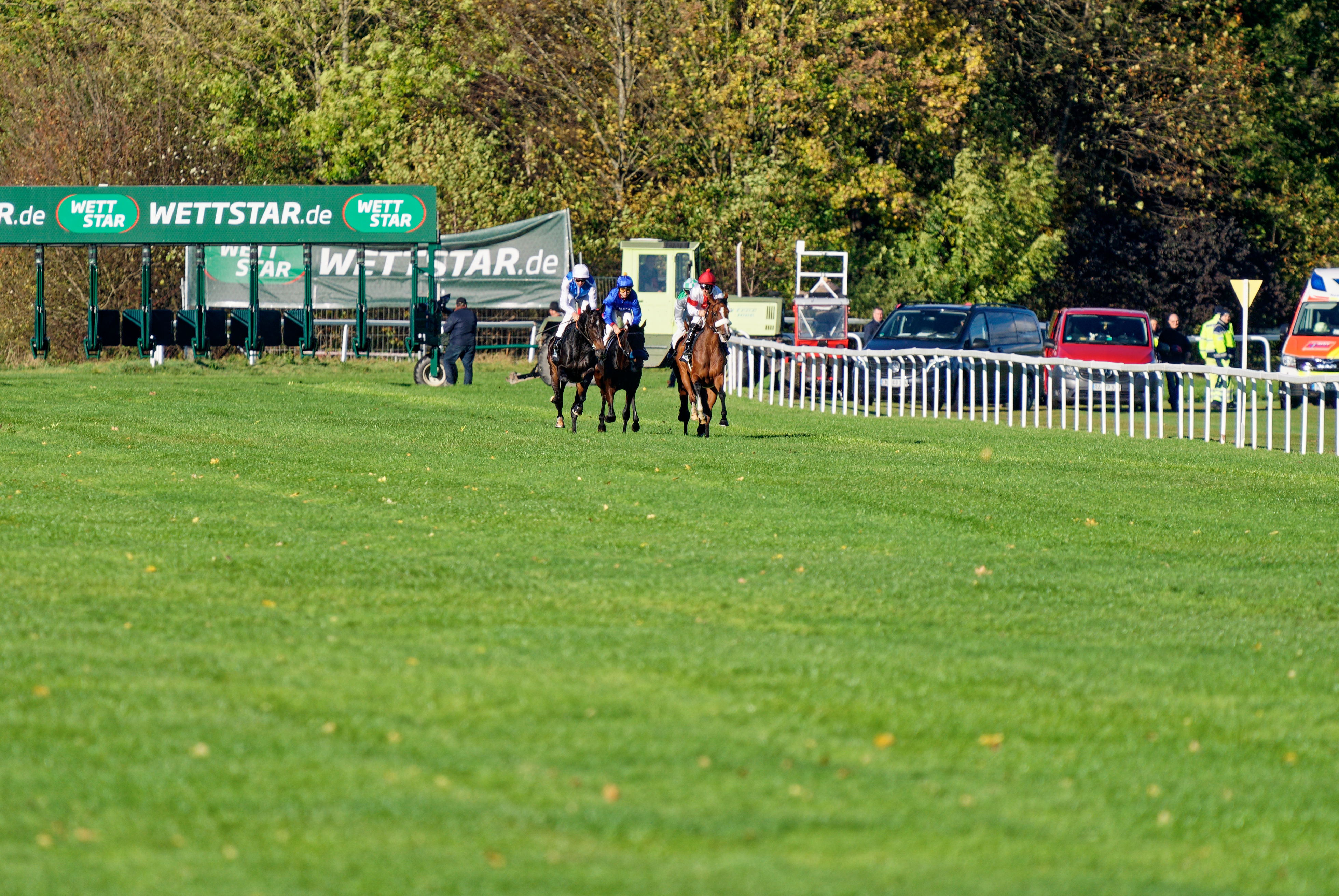
Kurz nach dem Start übernimmt India die Führung
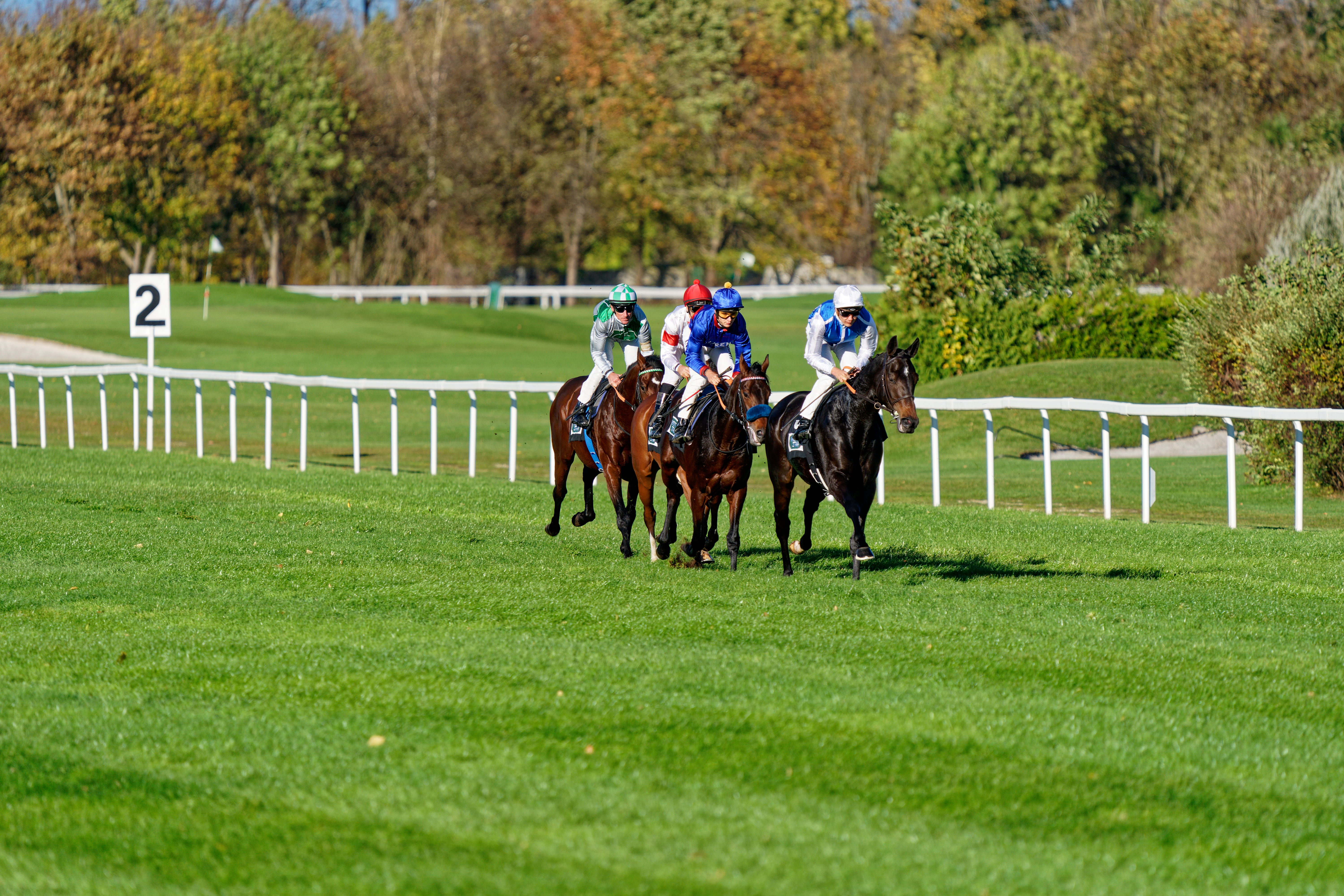
Dann übernimmt Junko die Führung
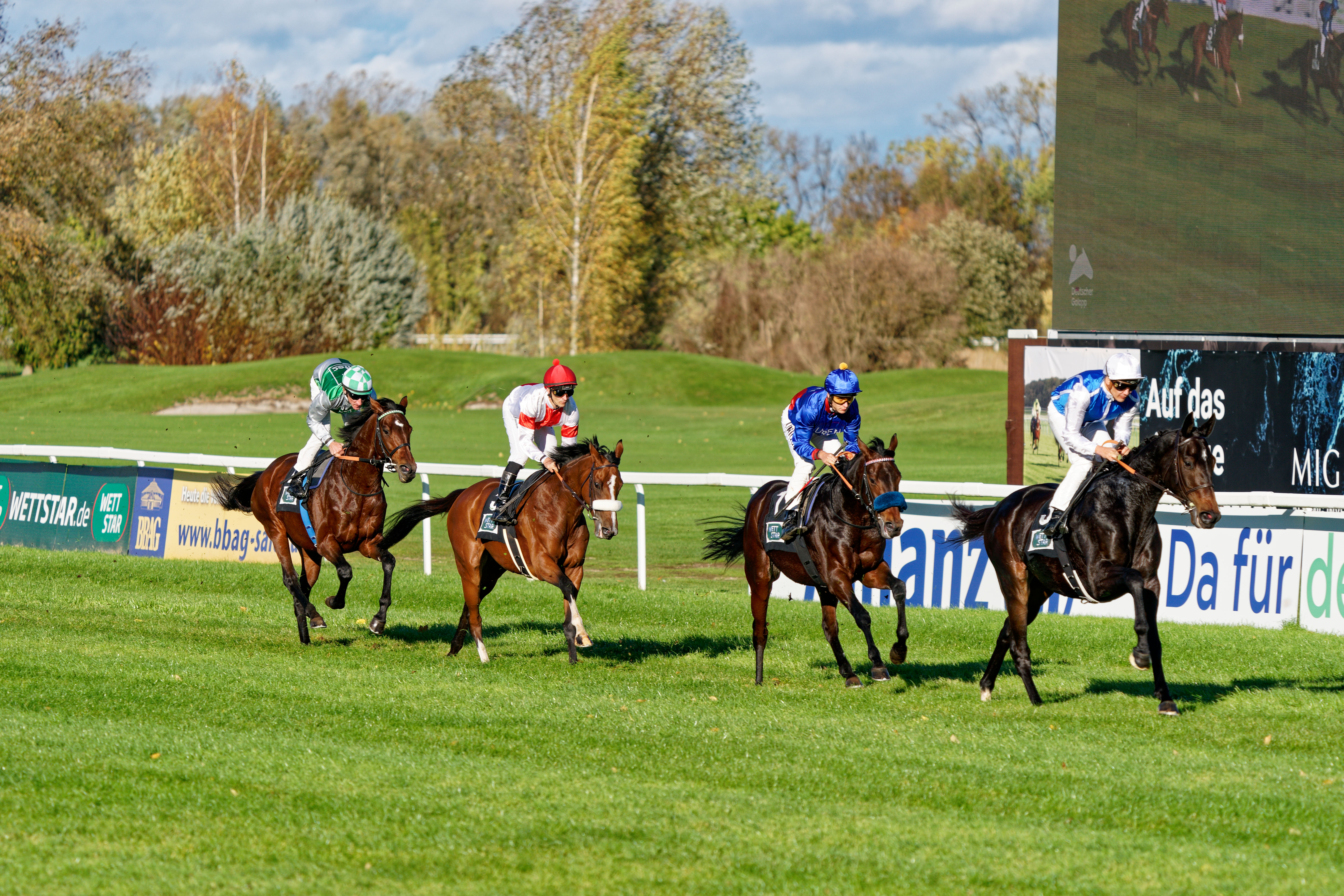
Kurz bevor die Pferde zum ersten mal den Zielpfosten passieren führt Junko vor Assistent, India und Best of Lips
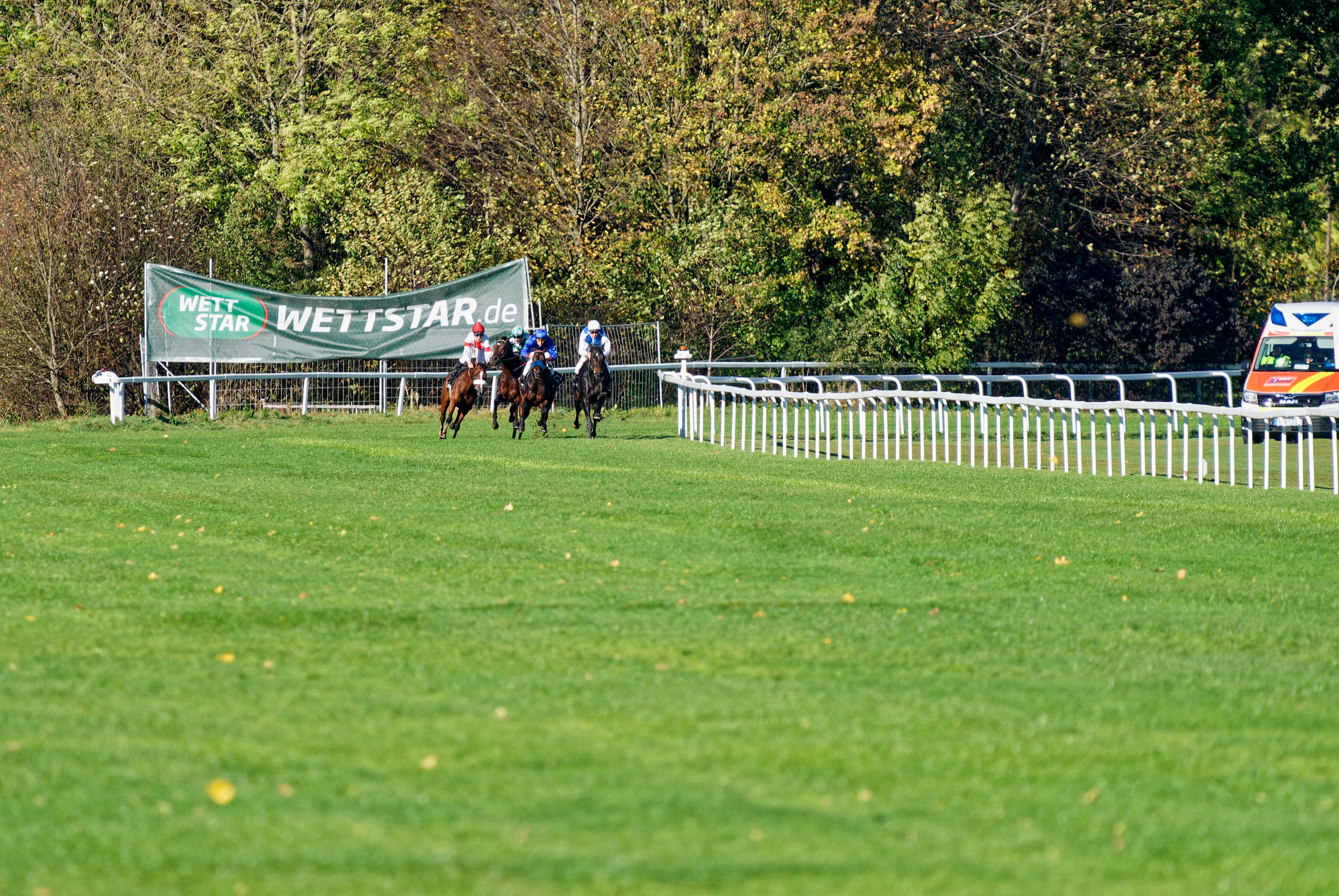
Junko führt das Feld auf die Zielgerade
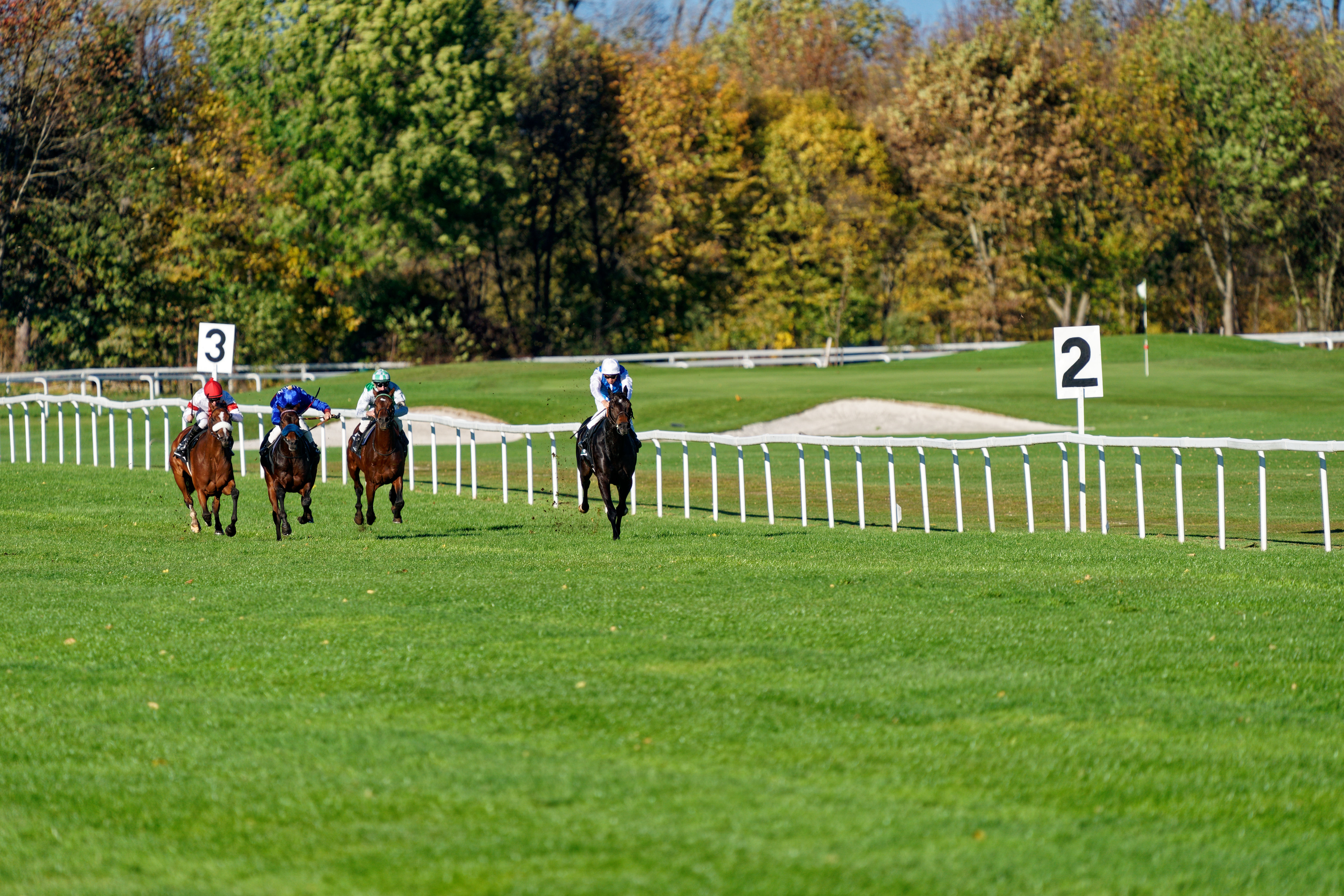
300 Meter vor dem Ziel löst sich Junko von den Konkurrenten
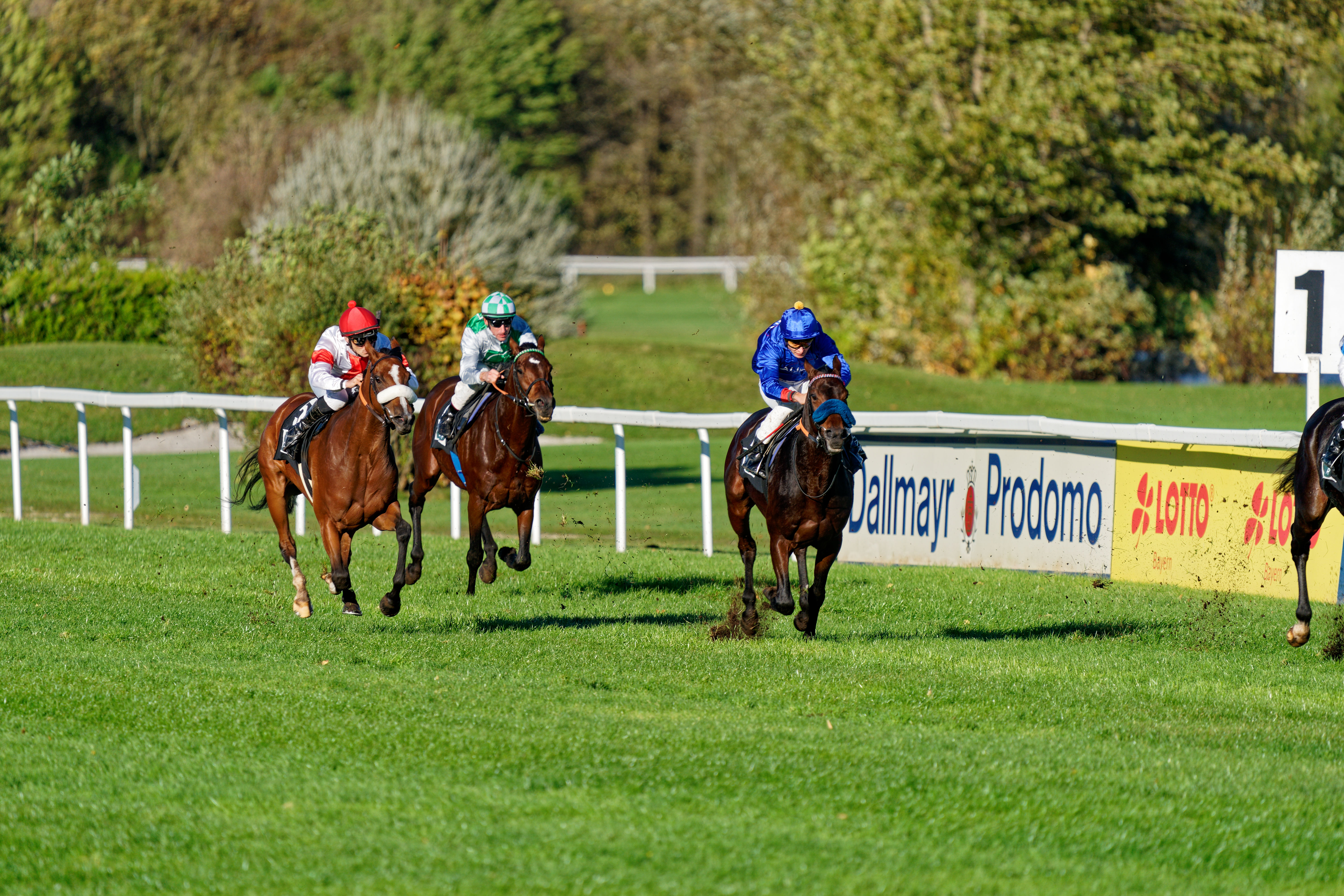
100 Meter vor dem Ziel ist auch der Kampf um Platz 2 zu Gunsten von Assistent entschieden
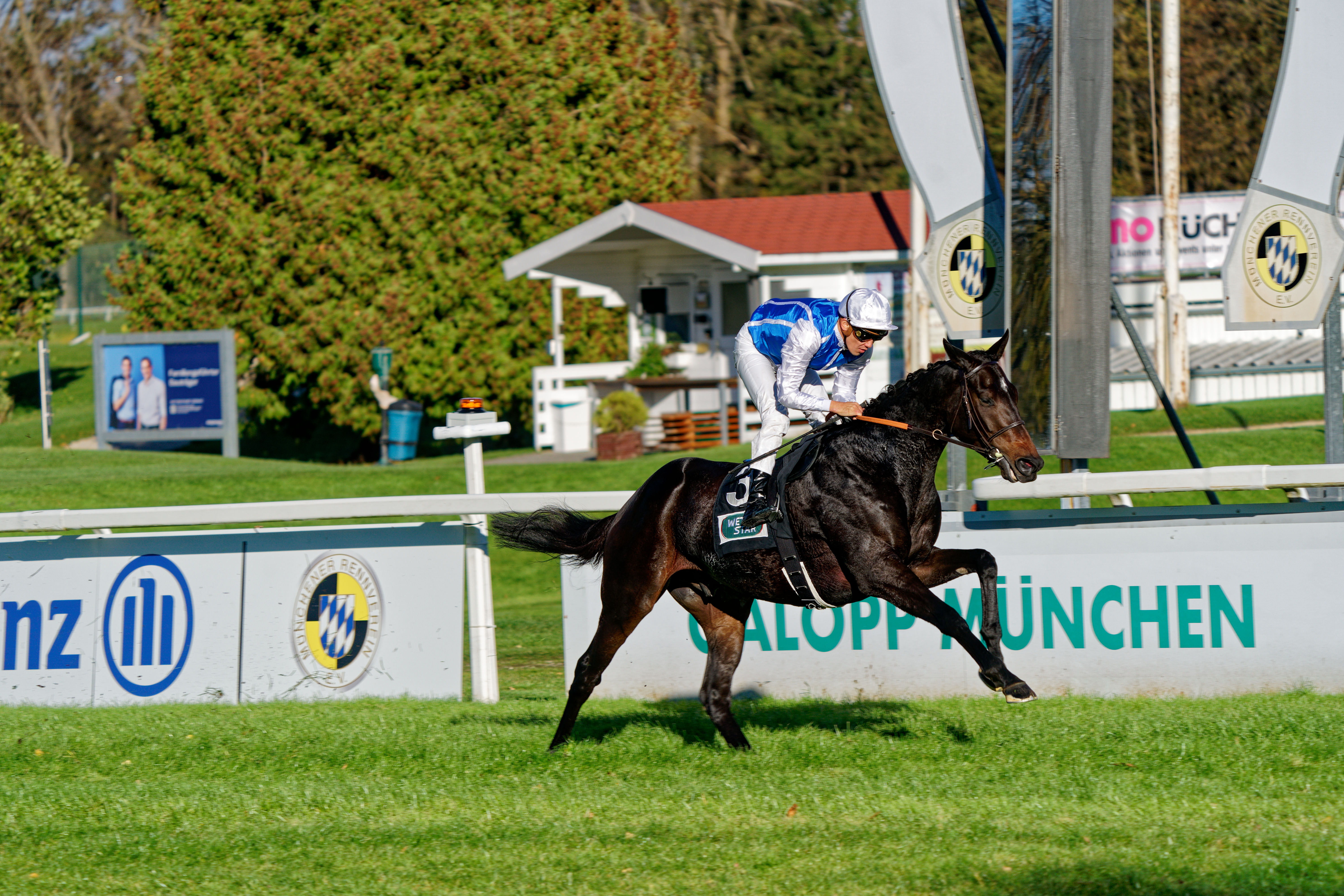
Junko stürmt mit großem Vorsprung über die Ziellinie

### Siegerehrung

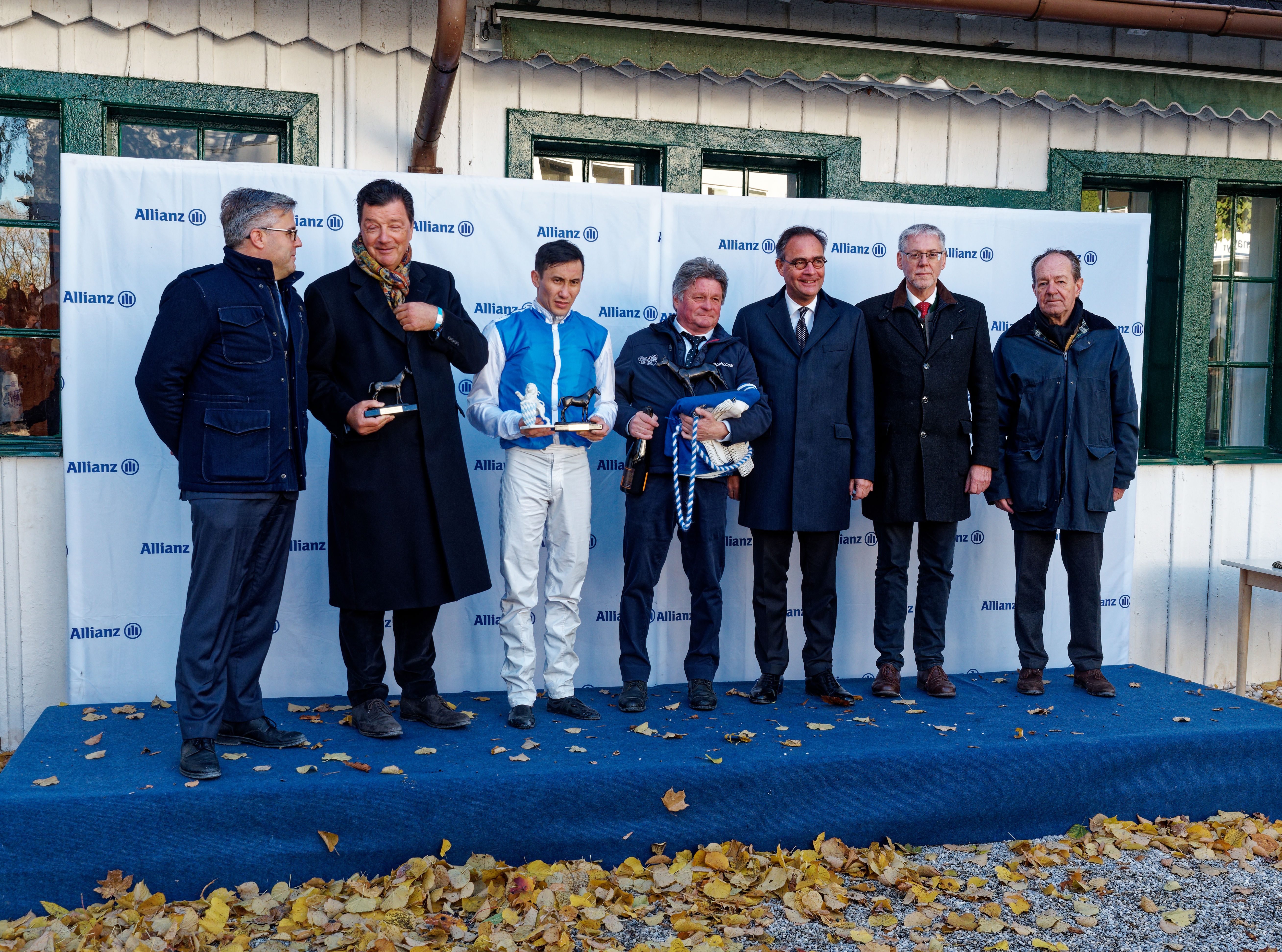
Gesamtbild
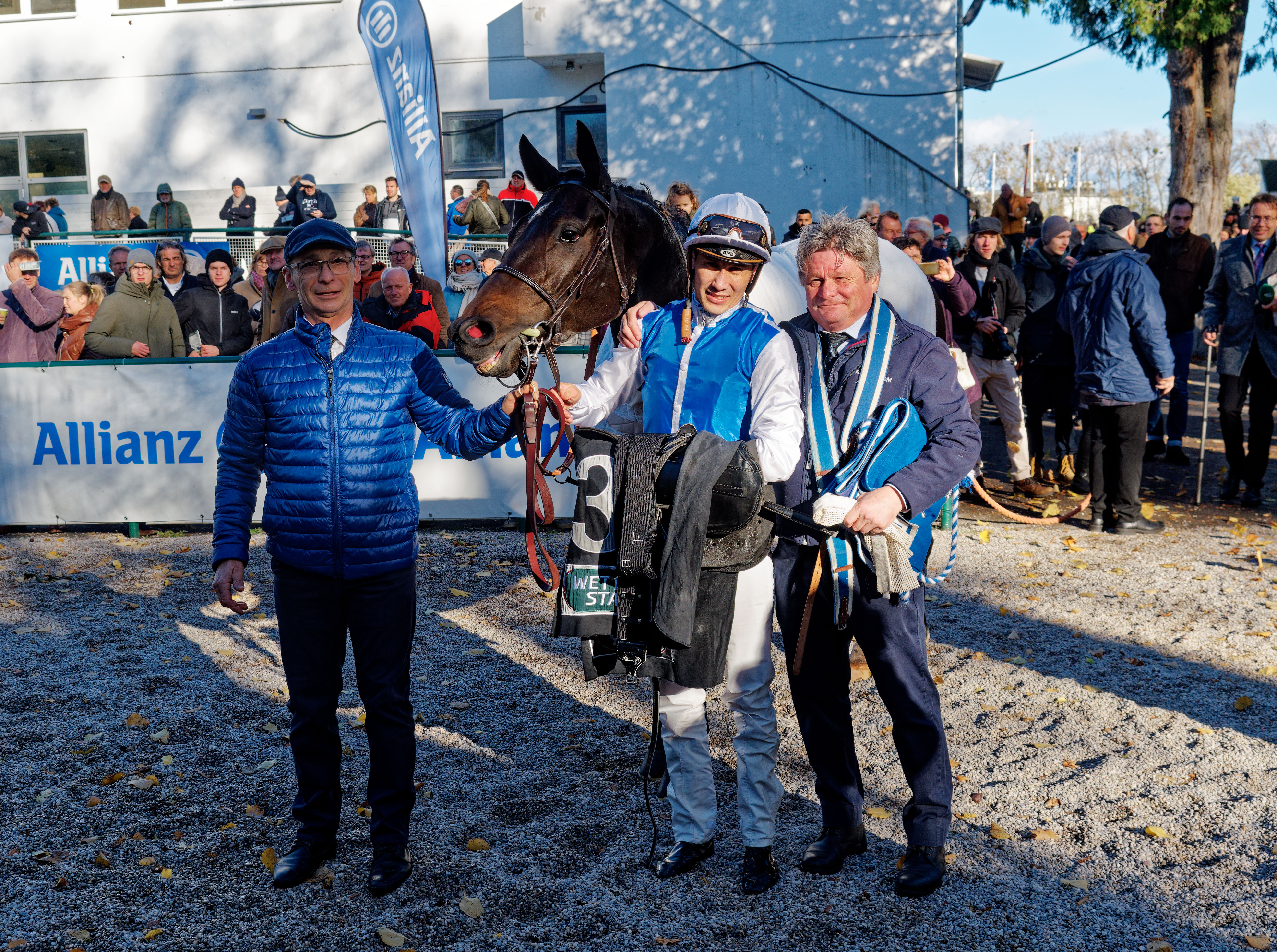
Siegerphoto im Absattelring

## Rekorde
Die erfolgreichsten Pferde (2 Siege):
- Luciano – 1967, 1968
- Athenagoras – 1973, 1974
- Wladimir – 1977, 1978
- Wauthi – 1980, 1981
- Acatenango – 1985, 1986
- Mondrian – 1989, 1990
- Luso – 1996, 1998
- Guignol – 2016, 2017

Die erfolgreichsten Jockeys (4 Siege):
- Oskar Langner – Andalusier (1958), Kronzeuge (1965), Luciano (1967, 1968)
- Fritz Drechsler – Waidmannsheil (1960), Fontanus (1966), Alpenkönig (1970), Basalt (1971)
- Peter Remmert – Mercurius (1963), Wauthi (1981), Solo (1983), Kondor (1987)

## Sieger
| Jahr | Sieger           | Alter | Jockey               | Trainer                | Besitzer               | Zeit    |
| ---- | ---------------- | ----- | -------------------- | ---------------------- | ---------------------- | ------- |
| 1957 | Thila            | 3     | Alfred Lommatzsch    | Reinhold Vaas          | Walter Eichholz        | 2:58.20 |
| 1958 | Andalusier       | 4     | Oskar Langner        | Sven von Mitzlaff      | Stutteri Scarlett      | 2:45.00 |
| 1959 | Vierzehnender    | 3     | Johannes Starosta    | Johannes Kuhr          | Gestüt Ravensberg      | 2:47.50 |
| 1960 | Waidmannsheil    | 3     | Fritz Drechsler      | Johannes Kuhr          | Gestüt Ravensberg      | 2:34.60 |
| 1961 | Opponent         | 3     | Peter Alafi          | Josef Hochstein        | Mrs N. Thissen         | 2:28.30 |
| 1962 | Windbruch        | 5     | Johannes Starosta    | Johannes Kuhr          | Gestüt Ravensberg      | 2:37.10 |
| 1963 | Mercurius        | 3     | Peter Remmert        | Friedrich W. Schlaefke | W. Möller              | 2:32.50 |
| 1964 | Spielhahn        | 5     | Johannes Starosta    | Johannes Kuhr          | Gestüt Ravensberg      | 2:36.20 |
| 1965 | Kronzeuge        | 4     | Oskar Langner        | Sven von Mitzlaff      | Gestüt Zoppenbroich    | 2:41.20 |
| 1966 | Fontanus         | 5     | Fritz Drechsler      | W. Schulz              | W. Kamphausen          | 2:37.20 |
| 1967 | Luciano          | 3     | Oskar Langner        | Sven von Mitzlaff      | Stall Primerose        | 2:34.60 |
| 1968 | Luciano          | 4     | Oskar Langner        | Sven von Mitzlaff      | Stall Primerose        | 2:30.90 |
| 1969 | Akari            | 3     | Joe Mercer           | Arthur-Paul Schlaefke  | Gestüt Ebbesloh        | 2:34.40 |
| 1970 | Alpenkönig       | 3     | Fritz Drechsler      | Heinz Jentzsch         | Gestüt Schlenderhan    | 2:38.80 |
| 1971 | Basalt           | 5     | Fritz Drechsler      | Heinz Jentzsch         | Gestüt Bona            | 2:35.80 |
| 1972 | Arratos          | 3     | Joan Pall            | Heinz Jentzsch         | Gestüt Schlenderhan    | 2:28.80 |
| 1973 | Athenagoras      | 3     | Harro Remmert        | Sven von Mitzlaff      | Gestüt Zoppenbroich    | 2:28.10 |
| 1974 | Athenagoras      | 4     | Harro Remmert        | Sven von Mitzlaff      | Gestüt Zoppenbroich    | 2:26.80 |
| 1975 | Lord Udo         | 4     | Joe Mercer           | Theo Grieper           | Gestüt Röttgen         | 2:35.80 |
| 1976 | Kandia           | 4     | Erwin Schindler      | Sven von Mitzlaff      | Renate von Mitzlaff    | 2:28.30 |
| 1977 | Wladimir         | 5     | Horst Horwart        | Robert Backes          | Angela Spaulding       | 2:42.30 |
| 1978 | Wladimir         | 6     | Horst Horwart        | Robert Backes          | Angela Spaulding       | 2:29.70 |
| 1979 | Königsstuhl      | 3     | Peter Alafi          | Sven von Mitzlaff      | Gestüt Zoppenbroich    | 2:34.90 |
| 1980 | Wauthi           | 3     | Heinz-Peter Ludewig  | Theo Grieper           | Gestüt Röttgen         | 2:33.30 |
| 1981 | Wauthi           | 4     | Peter Remmert        | Theo Grieper           | Gestüt Röttgen         | 2:32.70 |
| 1982 | Orofino          | 4     | Peter Alafi          | Sven von Mitzlaff      | Gestüt Zoppenbroich    | 2:35.70 |
| 1983 | Solo             | 3     | Peter Remmert        | Theo Grieper           | Gestüt Röttgen         | 2:29.70 |
| 1984 | Las Vegas        | 3     | Pat Gilson           | Sven von Mitzlaff      | Stall Gamshof          | 2:29.70 |
| 1985 | Acatenango       | 3     | Andrzej Tylicki      | Heinz Jentzsch         | Gestüt Fährhof         | 2:43.30 |
| 1986 | Acatenango       | 4     | Georg Bocskai        | Heinz Jentzsch         | Gestüt Fährhof         | 2:33.10 |
| 1987 | Kondor           | 3     | Peter Remmert        | Hein Bollow            | Ilse Ramm              | 2:34.90 |
| 1988 | Almaarad         | 5     | Steve Cauthen        | John Dunlop            | Hamdan Al Maktoum      | 2:33.35 |
| 1989 | Mondrian         | 3     | Kevin Woodburn       | Uwe Stoltefuß          | Stall Hanse            | 2:32.78 |
| 1990 | Mondrian         | 4     | Manfred Hofer        | Uwe Stoltefuß          | Stall Hanse            | 2:31.60 |
| 1991 | Indica           | 4     | Kevin Woodburn       | Raimund Prinzinger     | Reinhold Lockmann      | 2:37.50 |
| 1992 | Tel Quel         | 4     | Michael Kinane       | André Fabre            | Sheikh Mohammed        | 2:40.50 |
| 1993 | Monsun           | 3     | Michael Kinane       | Heinz Jentzsch         | Georg von Ullmann      | 2:36.10 |
| 1994 | River North      | 4     | Kevin Darley         | Lady Herries           | Peter Savill           | 2:33.73 |
| 1995 | Wind in Her Hair | 4     | Richard Hills        | John Hills             | Diane Nagle            | 2:36.00 |
| 1996 | Luso             | 4     | Michael Kinane       | Clive Brittain         | Saeed Manana           | 2:32.98 |
| 1997 | Caitano          | 3     | Andrasch Starke      | Bruno Schütz           | Stall Blauer Reiter    | 2:29.82 |
| 1998 | Luso             | 6     | Darryll Holland      | Clive Brittain         | Darley Stud            | 2:31.00 |
| 1999 | Ungaro           | 5     | Andrasch Starke      | Hans Blume             | Gestüt Röttgen         | 2:38.94 |
| 2000 | Catella          | 4     | Terence Hellier      | Peter Schiergen        | Gestüt Schlenderhan    | 2:33.34 |
| 2001 | Sabiango         | 3     | Andreas Suborics     | Andreas Wöhler         | Gestüt Fährhof         | 2:29.41 |
| 2002 | Yavana’s Pace    | 10    | Keith Dalgleish      | Mark Johnston          | Joan Keaney            | 2:32.06 |
| 2003 | Dai Jin          | 3     | Olivier Peslier      | Andreas Schütz         | WH Sport International | 2:28.53 |
| 2004 | Albanova         | 5     | Terence Hellier      | Sir Mark Prescott      | Kirsten Rausing        | 2:30.80 |
| 2005 | Darsalam         | 4     | Terence Hellier      | Arslangirej Savujev    | Stall Turan            | 2:43.24 |
| 2006 | Cherry Mix       | 5     | Kerrin McEvoy        | Saeed bin Suroor       | Godolphin              | 2:28.25 |
| 2007 | Saddex           | 4     | Torsten Mundry       | Peter Rau              | Stall Avena            | 2:30.70 |
| 2008 | Kamsin           | 3     | Andrasch Starke      | Peter Schiergen        | Stall Blankenese       | 2:26.76 |
| 2009 | Wiener Walzer    | 3     | Fredrik Johansson    | Jens Hirschberger      | Gestüt Schlenderhan    | 2:29.89 |
| 2010 | Campanologist    | 5     | Adrie de Vries       | Saeed bin Suroor       | Godolphin              | 2:40.81 |
| 2011 | Earl of Tinsdal  | 3     | Eduardo Pedroza      | Andreas Wöhler         | Sunrace Stables        | 2:35.29 |
| 2012 | Temida           | 4     | Filip Minarik        | Miltcho Mintchev       | Litex Commerce Ad      | 2:26.83 |
| 2013 | Seismos          | 5     | Andrea Atzeni        | Andreas Wöhler         | Gestut Karlhof         | 2:33.20 |
| 2014 | Ivanhowe         | 4     | Filip Minarik        | Jean-Pierre Carvalho   | Gestüt Schlenderhan    | 2:38.33 |
| 2015 | Ito              | 4     | Filip Minarik        | Jean-Pierre Carvalho   | Gestüt Schlenderhan    | 2:36.40 |
| 2016 | Guignol          | 4     | Michael Cadeddu      | Jean-Pierre Carvalho   | Stall Ullmann          | 2:37.42 |
| 2017 | Guignol          | 5     | Filip Minarik        | Jean-Pierre Carvalho   | Stall Ullmann          | 2:37.83 |
| 2018 | Iquitos          | 6     | Eddy Hardouin        | Hans-Jürgen Gröschel   | Stall Mulligan         | 2:37.80 |
| 2019 | Nancho           | 5     | Bayarsaikhan Ganbat  | Gabor Maronka          | Intergaj               | 2:41.90 |
| 2020 | Sunny Queen      | 3     | Rene Piechulek       | Henk Grewe             | Cayton Park Stud Ltd.  | 2:40.94 |
| 2021 | Alpinista        | 4     | Luke Morris          | Sir Mark Prescott      | Kirsten Rausing        | 2:38,53 |
| 2022 | Tünnes           | 3     | Bauyrzhan Murzabayev | Peter Schiergen        | Holger Renz            | 2:44,33 |
| 2023 | Junko            | 4     | Bauyrzhan Murzabayev | André Fabre            | Wertheimer et Frère    | 2:47.06 |